# سیارک ۴۷۰۴
سیارک ۴۷۰۴ (به انگلیسی: 4704 Sheena، نامگذاری:1988BE5) چهار هزار و هفتصد و چهارمین سیارک کشف شده‌است که در ۲۸ ژانویه ۱۹۸۸ کشف شد.
قدر مطلق سیارک برابر ۱۳٫۵۰ است.